# Pio Galli
Pio Galli (Annone di Brianza, 1º febbraio 1926 – Lecco, 12 dicembre 2011) è stato un sindacalista italiano.
Nato e cresciuto nella città di Lecco, Pio Galli ha partecipato attivamente alla Resistenza e dopo la guerra ha dedicato la sua intera vita all'impegno sindacale ricoprendo dal 1977 al 1985 la carica di Segretario Nazionale della Fiom-CGIL.

## Biografia

### Infanzia
Il padre, Angelo Galli era un operaio siderurgico e lavorava alla fossa di colata delle Acciaierie e Ferriere Caleotto. La madre Angela era originaria di Bosisio Parini e prima di sposarsi aveva lavorato nella filanda di Annone. Oltre a Pio ebbe altri tre figli. Non era nata povera: suo padre aveva in comproprietà un piccolo allevamento di cavalli in Brianza, ma era rimasto coinvolto in una vicenda di contrabbando. Quindi, per evitare la galera, abbandonò moglie e figli e scappò in Argentina.
Nel 1928 la famiglia si trasferì a Valmadrera, dove restò per sette anni, anche per accorciare la distanza che ogni giorno il padre Angelo doveva percorrere in bicicletta per recarsi al lavoro. In quel periodo i Galli vivevano nella miseria. I due fratelli più piccoli di Pio morirono di difterite e anche Renato, l'altro fratello, era spesso malato e fu ricoverato in sanatorio. Causa di questi malanni fu probabilmente la malnutrizione, problema diffuso nelle campagne brianzole. La paga di Angelo non superava le cento lire alla quindicina.
Il padre di Pio era un convinto antifascista e non permise mai al figlio di indossare la divisa da Balilla che veniva consegnata a tutti i ragazzi, a quel tempo. Pio ebbe il primo paio di scarpe a 8 anni e il primo vestito a 9. Quando era in quarta elementare la famiglia si trasferì nella città di Lecco, nel quartiere operaio di Rancio. La casa aveva solo due stanze ma era meno umida dell'abitazione di Valmadrera. Era ormai il 1936 e il fascismo era arrivato in tutti i luoghi di lavoro: se volevi lavorare, dovevi avere la tessera del partito.
Il padre di Pio, come molti altri operai non cedette al ricatto e pur riuscendo a mantenere il posto di lavoro non aveva mai la possibilità di fare straordinario e i soldi non bastavano. Per arrotondare il salario andava alla distilleria Aldeghi a imbottigliare vino e altri liquori. La madre fu costretta a ricominciare a lavorare all'Oasa di Olimpio Aldè, dove si producevano fibbie e mollettoni per le commesse militari. Rimase lì per tutta la guerra e poi si mise a fare la domestica in casa di un macellaio di Rancio.
Terminata la quinta elementare Pio dovette iniziare a lavorare. Come gli altri ragazzi del quartiere Pio ambiva a diventare un operaio meccanico ma il suo primo impiego fu all'azienda Valsecchi che produceva reti da letto, zerbini e trappole per uccelli. Dopo un anno e mezzo passò alla fabbrica dei fratelli Rusconi. Stanco di un lavoro ripetitivo e pesante, andò a lavorare per un certo periodo alla panetteria e pasticceria Canziani. I turni di lavoro e il fatto di dover lavorare ogni giorno, anche alla domenica, fecero tornare Pio al suo proposito originario.
Andò allora a lavorare in una piccola officina meccanica, la Carenini. Se nel suo primo lavoro Pio guadagnava 35 centesimi all'ora qui diventarono settantacinque e fu assunto regolarmente con libretto di lavoro. Intanto frequentò dei corsi professionali serali. Il primo libro di Pio fu Come fu temprato l'acciaio e raccontava la storia della prerivoluzione in Russia. Glielo aveva passato il barbiere di Rancio, storica figura dell'antifascismo lecchese. La lettura di questo libro lo appassionò particolarmente.

### Gli anni della guerra e la lotta partigiana
Durante la guerra la vita era molto dura e Pio vide crescere intorno a sé una decisa avversione al fascismo. Dopo l'8 settembre 1943 Lecco fu la prima città italiana a prendere le armi contro i nazifascisti. Il primo nucleo partigiano si costituì ai Piani d'Erna e altri gruppi ai Resinelli e in Valsassina. A seguito delle deportazioni in Germania di diversi operai lecchesi "colpevoli" di aver scioperato contro il nazifascismo, nel marzo del 1944, assieme agli amici Romolo e Piero, Pio decise che era arrivato il momento di raggiungere le formazioni partigiane della Valsassina.
I loro contatti tra i partigiani erano Renato Pennati, un operaio comunista della Breda e Demetrio Bianchi, il barbiere di Rancio sopra menzionato. L'istruzione è quella di prendere il treno ad Abbadia Lariana e scendere a Dorio dove qualcuno li avrebbe condotti a Sommafiume, ma mentre erano in treno furono notati da Serena Larghi, una spia fascista che li tradì. E infatti a Bellano trovarono i fascisti ad attenderli e furono immediatamente arrestati.
Portati in una scuola adattata a caserma, furono picchiati e torturati ma nessuno dei tre si lasciò sfuggire la destinazione del loro viaggio. Poi, furono trasferiti a Como, dove subirono altri pestaggi e una mattina appresero di dover partire alla volta della Germania: deportati. Arrivati alla stazione di Greco Pirelli, approfittando della distrazione delle guardie riuscirono tuttavia a fuggire dal treno. Dopo aver percorso a piedi tutta la Brianza tornarono a Lecco, pronti a raggiungere nuovamente le formazioni partigiane. Salirono sul San Martino, poi ai Resinelli e fino al Pialeral, attraversando la Sottogrigna.
Da Primaluna andarono poi, per il Pian delle Betulle fino a Premana, in alta Val Varrone. Finalmente riuscirono ad unirsi alla 55ª Brigata F.lli Rosselli. Ad un certo punto la Brigata fu accerchiata dai tedeschi e i partigiani dovettero disperdersi, chi in Svizzera, chi in giro per le montagne. A Pio fu suggerito di andare dai parenti di Annone e stare nascosto per un po', ma la stampa e le autorità parlarono di lui quando Un giorno salvò una famiglia che si trovava in difficoltà con la barca nel lago di Annone. Questa pubblicità poteva significare il suo arresto, pertanto fu costretto ancora una volta a darsi alla macchia. Nel settembre 1944 il governo della Repubblica di Salò fece un'ordinanza che assicurava ai renitenti alla leva di non essere perseguiti se fossero tornati al lavoro. Questa decisione fu motivata dalla mancanza di manodopera maschile all'interno dell'industria. Pio tornò a Lecco; l'amico Romolo era scampato a un rastrellamento e tornò insieme a un gruppo di diciannove partigiani a Rancio.
Piero invece fu arrestato, non fu fucilato per un banale errore burocratico ma fu deportato a Mauthausen; quando tornò pesava appena quaranta chili. Verso Natale Romolo e Pio vengono nuovamente arrestati. L'8 gennaio 1945 furono rilasciati con l'ordine di non allontanarsi da Lecco. Questo però non gli impedirà di prendere parte a numerose azioni partigiane in città e in montagna. Il 25 aprile arrivò l'ordine di occupare la città. La mattina del 26 l'appuntamento era in Piazza del Seminario. Fascisti e tedeschi si arresero solo dopo una pesantissima sparatoria. Finita la guerra Pio Galli entrò nella polizia popolare e in due occasioni fu assegnato alla scorta di Winston Churchill nel corso della visita del Primo ministro britannico a Menaggio.

### Il Caleotto e l'inizio dell'esperienza sindacale
Entrò al Caleotto, importante acciaieria di Lecco, nel 1946, con l'obiettivo di diventare un operaio specializzato, senza pensare di dedicarsi all'impegno sindacale. Pericolosità del lavoro, pesantezza dei turni e nocività per la salute ben presto lo colpirono e ad un certo punto si presentò la scelta: dedicarsi all'avanzamento personale oppure partecipare alle lotte per ottenere migliori condizioni di lavoro? Seppe scegliere la seconda opzione. Nell'immediato dopoguerra gli industriali avevano concesso qualche miglioramento di fronte alle rivendicazioni degli operai ma a Pio Galli sembrava ci fossero ancora tante lotte da vincere.
Al Caleotto le condizioni di lavoro erano durissime e ben presto Galli divenne protagonista di molte battaglie e fu eletto nella Commissione Interna. Nel 1947 sposò, all'età di ventun'anni, Gina dalla quale ebbe due figli: Ivan e Laika. La vita non era facile e i due sposi dovettero vivere per un periodo nella casa dei genitori di Pio. Nel 1953 Pio Galli fu licenziato insieme ad altri 8 membri della Commissione Interna.

### La carriera sindacale
Dopo il licenziamento assunse prima l'incarico di Segretario Provinciale della Fiom e poi, nel 1954 divenne Segretario Generale della Camera del Lavoro di Lecco. Nel 1962 ricoprì il ruolo di Segretario Fiom della provincia di Brescia e nel 1964, su proposta di Bruno Trentin, fu eletto Responsabile dell'organizzazione interna nella segreteria nazionale Fiom.
Nei primi anni settanta, fu uno dei protagonisti della fondazione della Flm (Federazione lavoratori metalmeccanici).
Dal 1977 al 1985 ebbe l'incarico di Segretario Nazionale della Fiom-CGIL.
Il suo nome è legato alla famosa Marcia dei Quarantamila (14 ottobre 1980). Erano i cosiddetti Anni di piombo e Pio Galli si trovò a fronteggiare situazioni delicatissime. Ebbe a che fare con molte grandi personalità dell'Italia di quei tempi: da Francesco Cossiga a Carlo Donat-Cattin, da Gianni Agnelli a Cesare Romiti.
Nel 1985 fu eletto consigliere regionale, carica che coprì fino al 1990, concludendo così la sua carriera politico-sindacale. Muore il 12 dicembre 2011 all'età di 86 anni.